# مقاطعة كرستشيان (كنتاكي)
مقاطعة كرستشيان (بالإنجليزية: Christian County)‏ هي إحدى المقاطعات في ولاية كنتاكي في الولايات المتحدة الأمريكية.

## أعلام
- بيتن شورت
- إسحاق س. بف
- أدلاي ستيفنسون الأول